# Synchiropus sechellensis
Synchiropus sechellensis és una espècie de peix de la família dels cal·lionímids i de l'ordre dels perciformes.

## Morfologia
- Els mascles poden assolir 3,8 cm de longitud total.[4][5]

## Hàbitat
És un peix marí, de clima tropical i demersal.

## Distribució geogràfica
Es troba a les Maldives i les Seychelles.

## Observacions
És inofensiu per als humans.